# Peder Bang (biskop)
 Der er flere personer med dette navn, se Peder Bang.
Peder Bang (død 1277) var en dansk biskop.
Da Jakob Erlandsen, som hidtil havde været biskop i Roskilde, blev valgt til ærkebiskop i Lund, fik han Peder Bang, som var hans søstersøn (hvem faderen var, vides ikke), valgt til sin efterfølger i Roskilde og havde i ham en tro tilhænger.
Da Christoffer 1. den 6. februar 1259 havde ladet ærkebiskoppen fængsle, var det biskoppen i Roskilde, som kraftigst tog til genmæle. Allerede 9. februar udstedte han en befaling til sit stift om at standse al gudstjeneste, og i april drog han med hertug Jaromar af Rygens hær og erobrede København og ødelagde slottet. 
Den 29. maj døde kong Christoffer pludselig i Ribe. Enkedronningen Margrete Sambiria rejste de sjællandske bønder; men Jaromar tilføjede dem et stort og blodigt nederlag under slaget ved Næstved. I den efterfølgende strid lyste biskop Peder Bang både den unge kong Erik Glipping og enkedronningen i band. Han måtte imidlertid med den frisatte ærkebiskop forlade landet, og Peder Bang måtte lide den tort, at paven overdrog hans stift til hans modstander, biskop Tyge af Århus. 
I 1268 fulgte han efter al sandsynlighed med ærkebiskoppen til Rom. Nogle år senere syntes der mulighed for forlig; men på hjemvejen til Danmark døde ærkebiskoppen i februar 1274 på Rygen. Biskop Peder fortsatte rejsen, og i maj kom det til et forlig mellem ham og kongen.
Den 23. juni 1277 døde han.